# Возрождение шерстистого мамонта

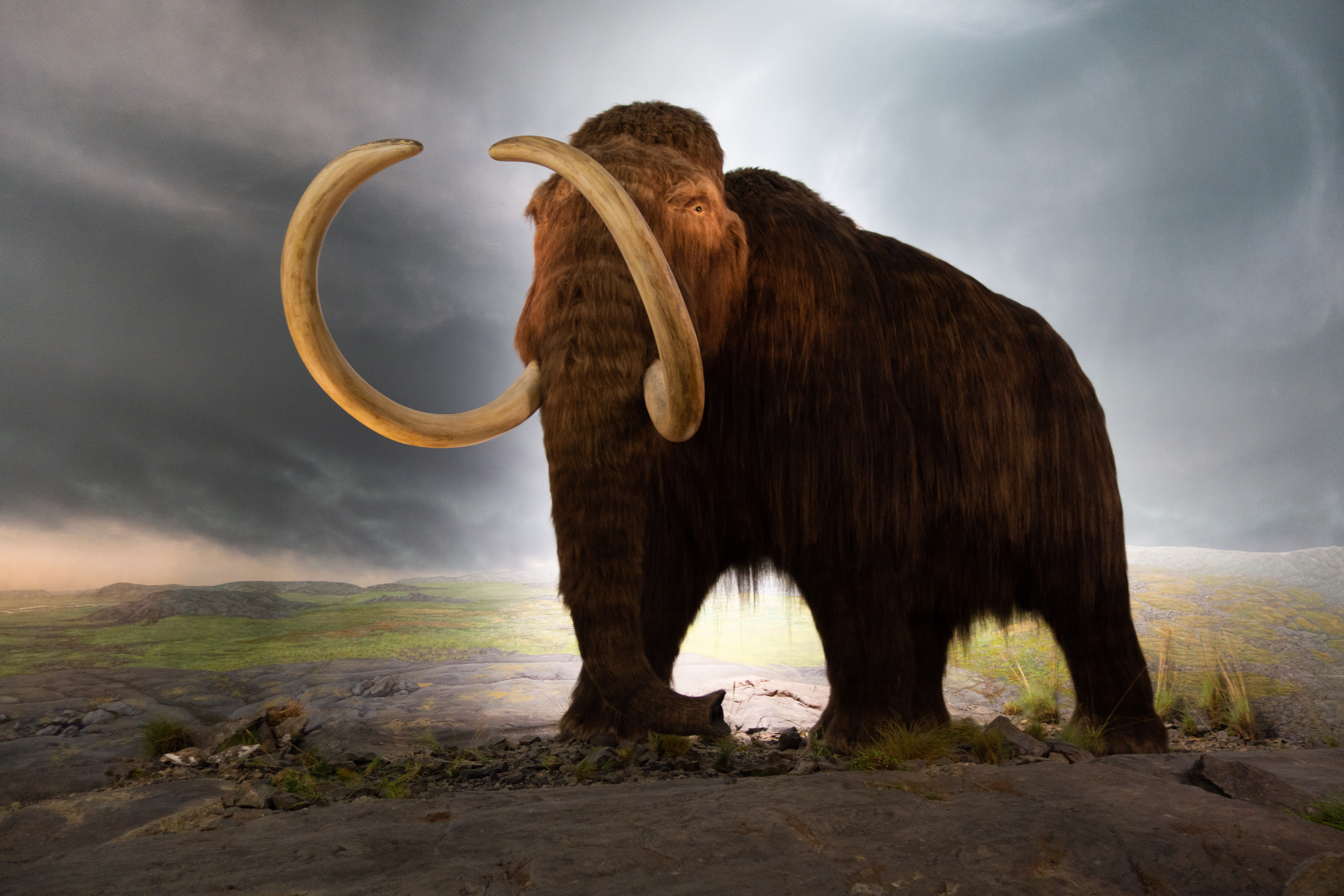
Модель шерстистого мамонта в Королевском музее Британской Колумбии

Наличие замороженных останков мягких тканей и ДНК шерстистых мамонтов даёт гипотетическую возможность, что этот вид можно возродить научными средствами. На сегодняшний день для достижения этой цели предложено несколько методов, включая клонирование, искусственное оплодотворение и редактирование генома. Не все согласны с тем, что создавать живого мамонта этично.
В 2003 году родился клонированный пиренейский горный козёл (но прожил всего несколько минут), что подтвердило идею, что и мамонт может быть возрождён.

## Обзор
Предлагаемое научное использование сохранившегося генетического материала, найденного в останках шерстистых мамонтов, заключается в воссоздании живых мамонтов. Идея долгое время обсуждалась теоретически, но лишь недавно стала предметом официальных усилий в связи с достижениями в области методов молекулярной биологии и клонирования млекопитающих. Клонирование млекопитающих улучшилось за последние два десятилетия. На сегодняшний день не обнаружено ни жизнеспособной ткани мамонта, ни его неповреждённого генома, пригодных для попытки клонирования.
По словам одной исследовательской группы, мамонта воссоздать невозможно, но команда попытается в конечном итоге вырастить в «искусственной утробе» гибридного слона с некоторыми чертами шерстистого мамонта.. Сравнительная геномика показывает, что геном мамонта на 99 % совпадает с геномом слона, поэтому исследователи, работающие в этой области, стремятся сконструировать слона с генами мамонта, которые кодируют внешний вид и черты мамонта. В результате получился бы гибрид слона и мамонта, содержащий не более 1 % генов мамонта. Отдельные проекты работают над постепенным добавлением генов мамонта в клетки слона in vitro.
Компания Colossal Biosciences, основанная в 2021 году, является одной из биотехнологических компаний, которая публично заявила, что её проект заключается в генетическом воскрешении шерстистого мамонта, объединив его гены с ДНК азиатского слона. Компания публично заявила, что намерена завершить проект к 2027 году.

## Клонирование
Клонирование включает в себя удаление ДНК-содержащего ядра яйцеклетки самки слона и замену ядром из ткани шерстистого мамонта — процесс, называемый переносом ядер соматических клеток. Например, Акира Иритани из Киотского университета в Японии, как сообщается, планировал это сделать. Затем клетку стимулировали к делению и имплантировали самке слона. Полученный в результате детёныш будет обладать генами шерстистого мамонта. Однако на сегодняшний день никто не нашёл жизнеспособную клетку мамонта, чтобы начать процесс клонирования, и большинство учёных сомневаются, что какая-либо живая клетка смогла бы пережить замерзание в арктической тундре. Из-за условий хранения ДНК замороженных мамонтов значительно ухудшилась за тысячелетия.

## Искусственное оплодотворение

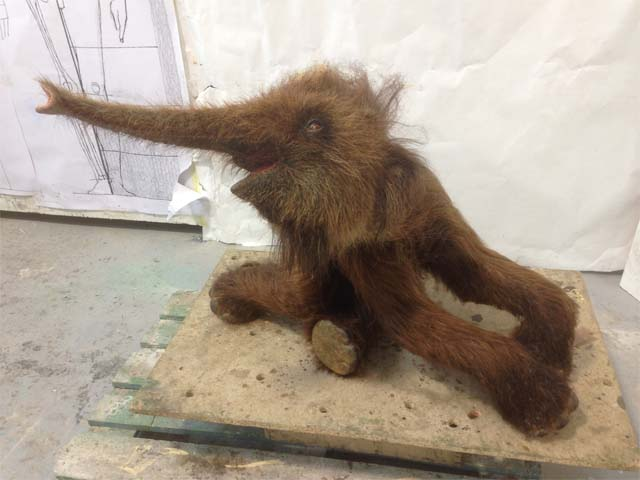
Модель, изображающая мамонтёнка «Диму», Штутгарт

Второй метод включает искусственное оплодотворение яйцеклетки слона сперматозоидами из замороженной туши шерстистого мамонта. Получившееся потомство стало бы гибридом слона и мамонта, и этот процесс пришлось бы повторить, чтобы в селекции можно было использовать больше гибридов. После нескольких поколений скрещивания этих гибридов был бы получен почти чистый шерстистый мамонт. Будет ли гибридный эмбрион вынашиваться в течение двухлетней беременности, неизвестно; в одном случае азиатский слон и африканская слониха произвели на свет живого детёныша по имени Мотти, но он умер от дефектов менее чем в двухнедельном возрасте. Следует учитывать и другой факт, что сперматозоиды современных млекопитающих жизнеспособны самое большее в течение 15 лет после глубокой заморозки. Это делает данный метод неосуществимым.

## Редактирование генов
В апреле 2015 года шведские учёные опубликовали полный геном (последовательность ядерной ДНК) шерстистого мамонта. Несколько проектов работают над постепенной заменой генов в клетках слона генами мамонта.. Одним из таких проектов является проект генетика Гарвардского университета Джорджа Чёрча, который финансируется фондом Long Now, который пытается создать гибрид мамонта и слона, используя ДНК из замороженных туш мамонта. По словам исследователей, мамонта воссоздать невозможно, но они попытаются в конечном итоге вырастить гибридного слона с некоторыми чертами шерстистого мамонта в «искусственной утробе». В 2017 году Джордж Чёрч сказал: «На самом деле это было бы больше похоже на слона с рядом черт мамонта. Мы ещё не достигли этого, но это может произойти через пару лет». Существо, иногда называемое «маммофантом», было бы частично слоном, но с такими особенностями, как маленькие уши, подкожный жир, длинные лохматые волосы и адаптированная к холоду кровь. Команда Гарвардского университета пытается изучить характеристики животных in vitro, заменив или отредактировав некоторые специфические гены мамонта в клетках кожи азиатских слонов, называемых фибробластами, которые потенциально могут стать эмбриональными стволовыми клетками. К марту 2015 года и с использованием новой технологии редактирования ДНК CRISPR, Команда Чёрча отредактировала несколько генов шерстистого мамонта в геноме азиатского слона; первоначально сосредоточив внимание на устойчивости к холоду, целевые гены отвечают за размер наружного уха, подкожный жир, гемоглобин и характеристики волос. К февралю 2017 года команда Чёрча внесла 45 замен в геном слона. Пока что его работа сосредоточена исключительно на отдельных клетках. В 2021 году Чёрч получил финансирование в размере 15 миллионов долларов и основал новую компанию под названием Colossal Biosciences. В 2025 году Colossal представила так называемую «шерстистую мышь».
Проект «Геном мамонта» в Университете штата Пенсильвания также изучает модификацию ДНК африканского слона для создания гибрида мамонта и слонихи. Если с помощью процедур редактирования генов будет получен жизнеспособный гибридный эмбрион, возможно, удастся имплантировать его самке азиатского слона, содержащейся в зоопарке, но с учётом современных знаний и технологий неизвестно, будет ли гибридный эмбрион вынашиваться в течение двухлетней беременности.

## Этические аспекты

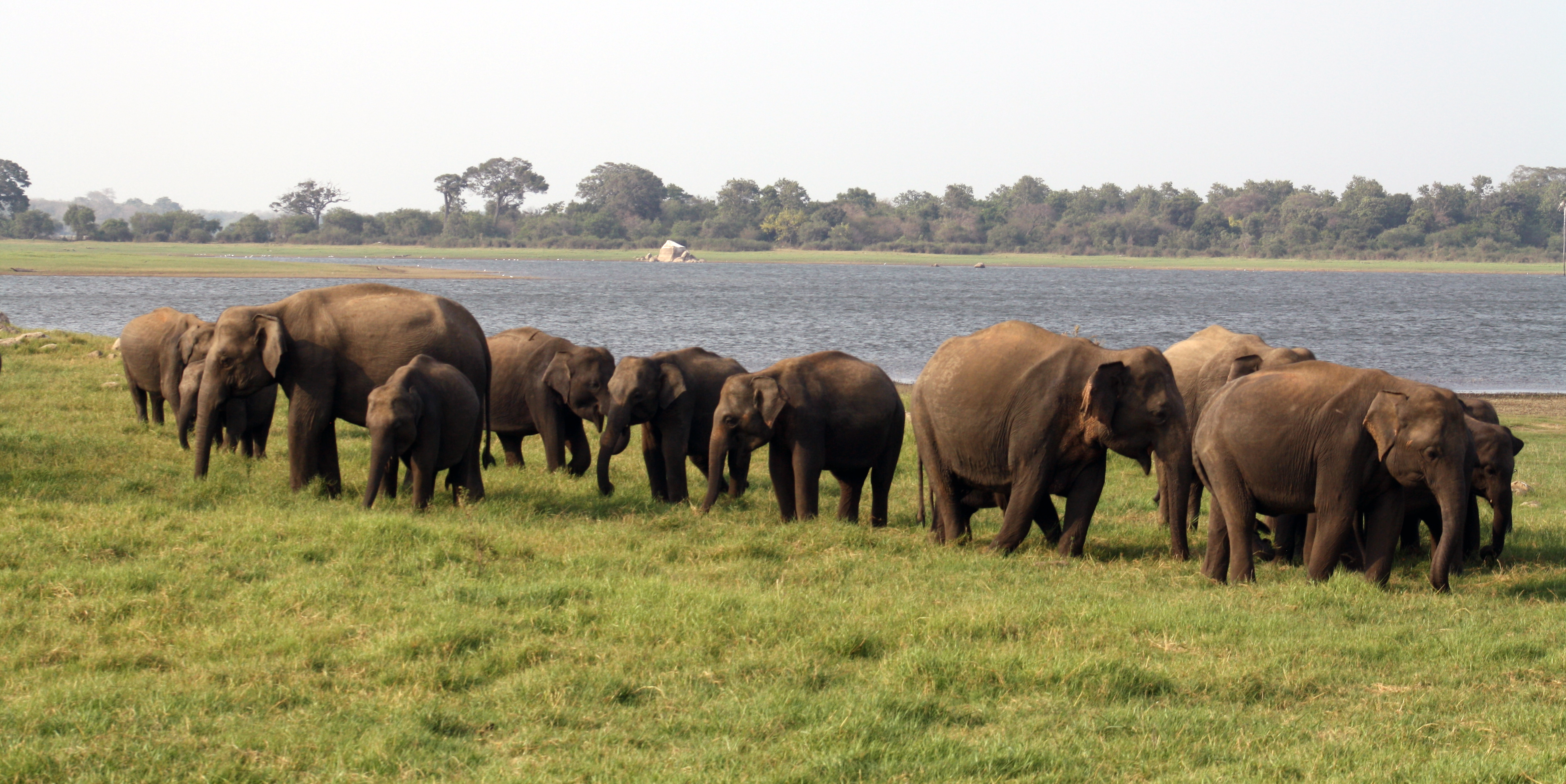
Современные слоны очень общительны, о чём свидетельствуют эти шри-ланкийские слоны

Если какой-либо метод когда-либо окажется успешным, было предложено поместить гибридов в заповедник дикой природы в Сибири под названием Плейстоценовый парк, но некоторые биологи ставят под сомнение этичность таких попыток воссоздания. В дополнение к техническим проблемам, осталось не так много местообитаний, которые были бы пригодны для гибридов мамонта и слона. Поскольку оба вида являются социальными и стадными, создание нескольких экземпляров было бы не идеальным решением. Потребовались бы огромные затраты времени и ресурсов, а научная выгода была бы неясна, что позволяет предположить, что вместо этого эти ресурсы следует использовать для сохранения существующих видов слонов, находящихся под угрозой исчезновения. Этичность использования слонов в качестве суррогатных матерей при попытках гибридизации также была поставлена под сомнение, поскольку большинство эмбрионов не выжили бы, а знать точные потребности гибридного детёныша мамонта и слонёнка было бы невозможно.

## Шерстистые мамонты и экология
Исследователи из компании Colossal подтвердили, что их главной целью при попытке возродить шерстистого мамонта является улучшение состояния окружающей среды и само изменение климата. Однако некоторые скептически относятся к тому, что изменение климата может быть обращено вспять из-за возвращения шерстистого мамонта или животного, которое научно воспроизведено как шерстистый мамонт. Следовательно, Colossal планирует вернуть таких животных, полученных в результате модификации геномов, обратно в сибирскую тундру, чтобы помочь снизить повышение температуры в этом районе. Было доказано, что на протяжении многих лет сибирская тундра прогревалась, и в результате она начала выделять углекислый газ в воздух. Исследователи полагают, что сибирская тундра полностью исчезнет в ближайшие годы, поскольку за последние пятьдесят лет средняя температура воздуха в тундре повысилась на два градуса Цельсия. Говорят, что все это является результатом изменения климата, при котором температура в таких местах, как сибирская тундра, повышается с угрожающей скоростью. В то же время в пределах Сибирской тундры популяция мхов росла на протяжении многих лет из-за отсутствия шерстистого мамонта в такой среде обитания. Имея это в виду, учёные рассматривают шерстистых мамонтов как «экосистемных инженеров», в которых они уравновешивают окружающую среду, сохраняя луга в определённых районах, таких как сибирская тундра, разбивая мох во время прогулки по участку. Они также валили деревья и в то же время удобряли прилегающие территории своим помётом. Следовательно, считается, что с возвращением шерстистых мамонтов в тундру размыв почвы и таяние вечной мерзлоты в этом районе будут остановлены, что, в свою очередь, шерстистые мамонты также могут помочь сдерживать удерживающий тепло углекислый газ, который выделяется в воздух.